# Jedwabek brunatny
Jedwabek brunatny (Serica brunnea) – gatunek chrząszcza z rodziny poświętnikowatych i podrodziny chrabąszczowatych. Zamieszkuje palearktyczną Eurazję.

## Taksonomia
Gatunek ten opisany został po raz pierwszy w 1758 roku przez Karola Linneusza na łamach dziesiątego wydania Systema Naturae pod nazwą Scarabaeus brunneus. Jest gatunkiem typowym rodzaju jedwabek.

## Morfologia

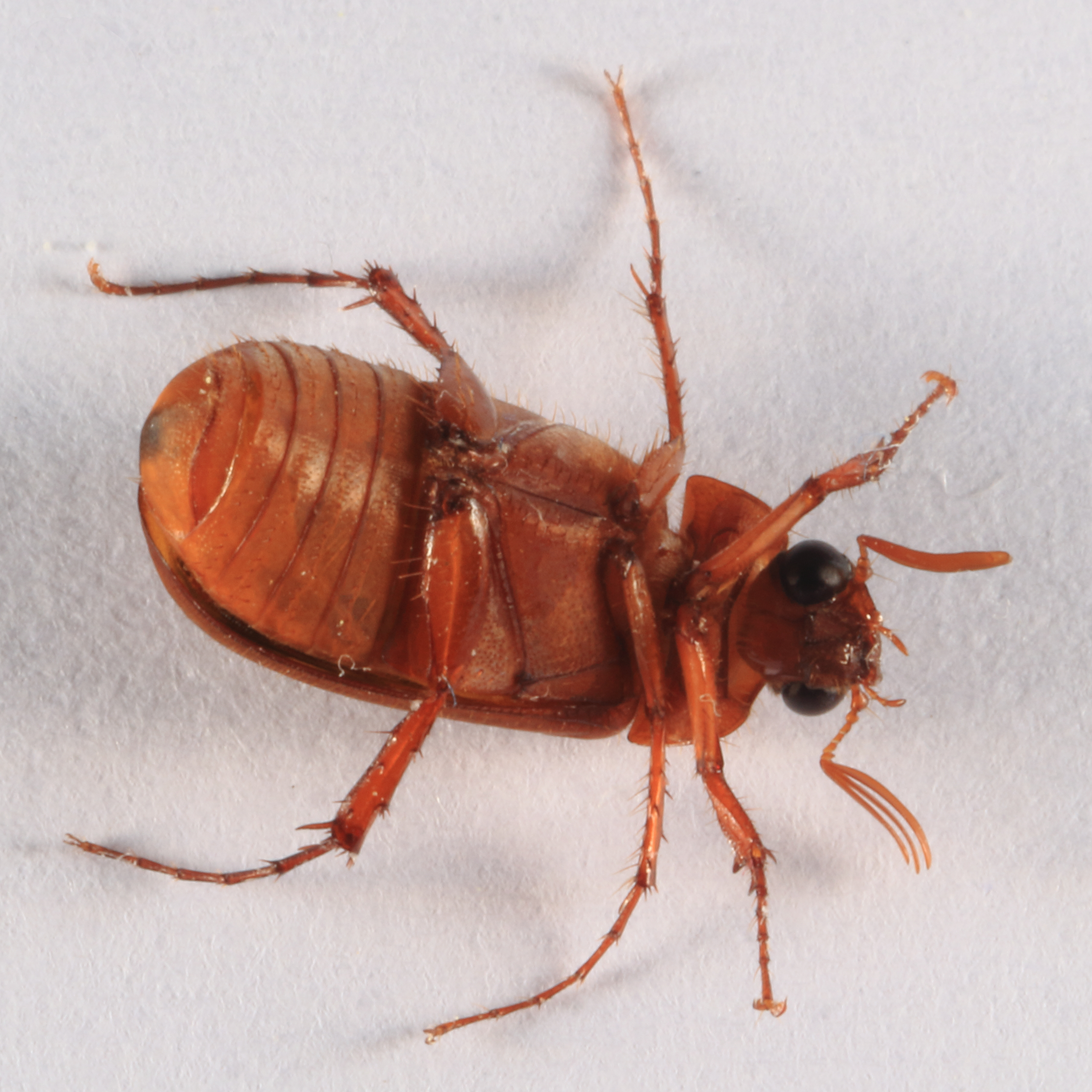
Widok od spodu

Chrząszcz o wydłużonym, dość słabo wypukłym ciele długości od 8 do 10 mm, ubarwionym jednolicie rdzawobrunatnie. Na spodzie ciała, pygidium oraz bocznych krawędziach przedplecza i pokryw wyrastają stosunkowo długie, jasne włoski, a na wierzchu pokryw rzadko rozmieszczone, krótkie, łamliwe szczecinki. Czułki są zbudowane z dziewięciu członów – u samca o buławce dłuższej, a u samicy krótszej niż pozostałe człony razem wzięte. U samca oczy są bardzo duże i wyłupiaste, u samicy – mniejsze i słabiej sklepione. Dwukrotnie szersze niż dłuższe przedplecze ma obrzeżone krawędzie przednią i boczne, nieobrzeżoną zaś krawędź tylną. Pokrywy rozszerzają się nieco ku tyłowi. Mają po dziesięć punktowanych rzędów i słabo wypukłe międzyrzędy z rozproszonym i płytkim punktowaniem. Odnóża zwieńczone są długimi i cienkimi stopami o rozszczepionych pazurkach.

## Ekologia i występowanie
Owad ten zasiedla lasy, zadrzewienia, polany, parki i ogrody. Aktywne osobniki dorosłe spotyka się od czerwca do sierpnia. Latają o zmierzchu i w nocy, czasem przylatując do sztucznych źródeł światła. Żerują na młodych pędach drzew. Za dnia bytują wśród przyziemnej roślinności, w detrytusie, pod korą, kamieniami lub płatami mchów. Pędraki rozwijają się w glebie, żerując na korzeniach.
Gatunek palearktyczny, znany z Portugalii, Hiszpanii, Irlandii, Wielkiej Brytanii, Francji, Belgii, Holandii, Luksemburga, Niemiec, Szwajcarii, Liechtensteinu, Austrii, Włoch, Danii, Szwecji, Norwegii, Finlandii, Estonii, Łotwy, Litwy, Polski, Czech, Słowacji, Węgier, Białorusi, Ukrainy, Mołdawii, Rumunii, Bułgarii, Słowenii, Chorwacji, Bośni i Hercegowiny, Serbii, Czarnogóry, Albanii, Macedonii Północnej, Grecji, europejskiej i syberyjskiej części Rosji, Kazachstanu i Mongolii. W Europie jest jedynym przedstawicielem rodzaju.